# NGC 5966
NGC 5966 (другие обозначения — UGC 9923, MCG 7-32-32, ZWG 222.28, PGC 55552) — эллиптическая галактика (E) в созвездии Волопас.
Этот объект входит в число перечисленных в оригинальной редакции «Нового общего каталога».